# Ugarchin Point
Ugarchin Point är en udde i Antarktis. Den ligger i Sydshetlandsöarna. Argentina, Chile och Storbritannien gör anspråk på området.
Terrängen inåt land är kuperad åt sydväst, men norrut är den platt. Havet är nära Ugarchin Point åt nordost. Trakten är glest befolkad. Närmaste befolkade plats är Maldonado Station, 16,7 kilometer sydväst om Ugarchin Point. 